# Marcus Baur
Marcus Baur (* 10. Mai 1971 in Kiel) ist ein ehemaliger deutscher Segelsportler. Er segelte die 49er Jolle und war zuvor in den 1990er Jahren mit der 420er Jolle aktiv.
Er ist dreifacher Europameister (1997, 1999, 2003), Vizeweltmeister (2000), zweifacher Olympiateilnehmer (2000, 2004) sowie mehrfacher Deutscher Meister (1991: 420er Jolle; 2003: 49er Jolle). Baur gilt als einer der erfolgreichsten 49er-Segler des Deutschen Segler-Verbandes. Seine letzte internationale Regatta bestritt er 2009. Im Jahr 2000 wurde er mit der Sportplakette des Landes Schleswig-Holstein ausgezeichnet.
Marcus Baur ist Diplom-Ingenieur (FH) für Architektur. Nach seiner aktiven Sportkarriere entwickelte und leitete er verschiedene Unternehmen und entwickelte in unterschiedlichen Führungspositionen innovative Produkte und Dienstleistungen (u. a.: Goalscape Software, Sailing Team Germany, Sailtracks, SAP Sailing Analytics, Sail Insight). Von 2017 bis 2020 war er Executive Producer des Olympic Sailing World Cups. Er ist außerdem Mitglied der Olympic Channel Kommission des Internationalen Olympischen Komitees.